# Neochoerus
Neochoerus és un gènere extint de mamífers rosegadors de la família dels càvids que visqueren a les Amèriques des del Pliocè superior fins al Plistocè superior, fa entre 14.000 anys i 3,6 milions d'anys. Se n'han trobat restes fòssils a l'Argentina, Bolívia, el Brasil, Colòmbia, El Salvador, l'Equador, els Estats Units, Guatemala, Mèxic, Nicaragua, Panamà, el Perú, Veneçuela i l'Uruguai. Eren el doble de grossos que els capibares d'avui en dia, amb un pes d'entre 113 i 200 kg. Potser tenien un estil de vida semblant al dels seus parents moderns. El nom genèric Neochoerus significa ‘porc nou’.